# Adam Królikiewicz
Adam Królikiewicz   (Lviv, 9 de desembre de 1894 - Konstancin-Jeziorna, 4 de maig de 1966) va ser un genet i militar polonès que va competir durant la dècada de 1920.
Durant la Primera Guerra Mundial va lluitar amb les legions poloneses. Per les seves accions va ser guardonat amb l'Orde Virtuti Militari, Creu de la Independència i Creu al Mèrit, en dues ocasions.
El 1924 va prendre part en els Jocs Olímpics de París, on va disputar dues proves del programa d'hípica. En el concurs de salts d'obstacles individual guanyà la medalla de bronze, mentre en el concurs de salts d'obstacles per equips, fou sisè. En ambdues proves muntà el cavall Picador.